# فيليبي نوناغ
فيليبي نوناغ (23 مارس 1916 – 17 مارس 1957) هو ملاكم فلبيني راحل، مثّل بلاده في الألعاب الأولمبية الصيفية 1936.

## روابط خارجية
فيليبي نوناغ على موقع أوليمبيديا (الإنجليزية)